# Ally McCoist
Alistair 'Ally' Murdoch McCoist (Bellshill (North Lanarkshire), 24 september 1962) is een Schots voormalig voetballer en huidig voetbalanalist en presentator voor de Engelse radiozender Talksport.

## Clubcarrière
McCoist was als speler vijftien jaar actief voor Glasgow Rangers, waarvoor hij met 251 competitiegoals  all-time topscorer werd. In dienst van The Gers won hij onder meer negen landskampioenschappen, negenmaal de League Cup en één Schotse beker. Daarnaast werd hij zowel in 1992 als in 1993 Europees Topschutter met 34 competitiedoelpunten. Na zijn actieve carrière was McCoist van 2011 tot en met 2014 ook hoofdcoach van Glasgow Rangers.

## Interlandcarrière
Namens Schotland speelde McCoist 61 interlands, waarin hij negentien keer scoorde. Hij maakte zijn debuut voor de nationale ploeg aan de vooravond van het WK voetbal 1986; op 29 april 1986 in de vriendschappelijke wedstrijd tegen Nederland (0-0) in Eindhoven. McCoist vormde in dat duel een aanvalskoppel met Davie Cooper.
| Interlanddoelpunten | Interlanddoelpunten | Interlanddoelpunten | Interlanddoelpunten       | Interlanddoelpunten | Interlanddoelpunten | Interlanddoelpunten | Interlanddoelpunten |
| #                   | Datum               | Locatie             | Wedstrijd                 | Goal(s)             | Score               | Uitslag             | Wedstrijd           |
| ------------------- | ------------------- | ------------------- | ------------------------- | ------------------- | ------------------- | ------------------- | ------------------- |
| 1                   | 09/09/1987          | Glasgow             | Schotland – Hongarije     | 34'                 | 1 – 0               | 2 – 0               | Oefeninterland      |
| 2                   | 09/09/1987          | Glasgow             | Schotland – Hongarije     | 62'                 | 2 – 0               | 2 – 0               | Oefeninterland      |
| 3                   | 14/19/1987          | Glasgow             | Schotland – België        | 14'                 | 1 – 0               | 2 – 0               | EK-kwalificatie     |
| 4                   | 26/04/1989          | Glasgow             | Schotland – Cyprus        | 65'                 | 2 – 1               | 2 – 1               | WK-kwalificatie     |
| 5                   | 15/11/1989          | Glasgow             | Schotland – Noorwegen     | 44'                 | 1 – 0               | 1 – 1               | WK-kwalificatie     |
| 6                   | 16/04/1990          | Aberdeen            | Schotland – Egypte        | 73'                 | 1 – 2               | 1 – 3               | Oefeninterland      |
| 7                   | 12/09/1990          | Glasgow             | Schotland – Roemenië      | 75'                 | 2 – 1               | 2 – 1               | EK-kwalificatie     |
| 8                   | 14/11/1990          | Sofia               | Bulgarije – Schotland     | 9'                  | 0 – 1               | 1 – 1               | EK-kwalificatie     |
| 9                   | 11/09/1991          | Bern                | Zwitserland – Schotland   | 83'                 | 2 – 2               | 2 – 2               | EK-kwalificatie     |
| 10                  | 13/11/1991          | Glasgow             | Schotland – San Marino    | 60'                 | 4 – 0               | 4 – 0               | EK-kwalificatie     |
| 11                  | 19/02/1992          | Glasgow             | Schotland – Noord-Ierland | 11'                 | 1 – 0               | 1 – 0               | Oefeninterland      |
| 12                  | 20/05/1992          | Toronto             | Canada – Schotland        | 68'                 | 1 – 2               | 1 – 3               | Oefeninterland      |
| 13                  | 09/09/1992          | Bern                | Zwitserland – Schotland   | 13'                 | 1 – 1               | 3 – 1               | WK-kwalificatie     |
| 14                  | 17/02/1993          | Glasgow             | Schotland – Malta         | 15'                 | 1 – 0               | 3 – 0               | WK-kwalificatie     |
| 15                  | 17/02/1993          | Glasgow             | Schotland – Malta         | 68'                 | 2 – 0               | 3 – 0               | WK-kwalificatie     |
| 16                  | 16/08/1995          | Glasgow             | Schotland – Griekenland   | 72'                 | 1 – 0               | 1 – 0               | EK-kwalificatie     |
| 17                  | 15/11/1995          | Glasgow             | Schotland – San Marino    | 49'                 | 3 – 0               | 5 – 0               | EK-kwalificatie     |
| 18                  | 27/03/1996          | Glasgow             | Schotland – Australië     | 53'                 | 1 – 0               | 1 – 0               | Oefeninterland      |
| 19                  | 18/06/1996          | Birmingham          | Schotland – Zwitserland   | 37'                 | 1 – 0               | 1 – 0               | EK-eindronde        |